# Elof Ahrle
Elof Ahrle (ur. 21 stycznia 1900 w Nyköping, zm. 3 czerwca 1965 w Sollentunie) – szwedzki aktor i reżyser filmowy. Na przestrzeni lat 1920 – 1960 wystąpił w 80 produkcjach. Wyreżyserował także dziesięć filmów w latach 1942 – 1950. Jego żoną była aktorka Birgit Rosengren (ur. 1912, zm. 2011).

## Wybrana filmografia
- Onsdagsväninnan (1946)
- Kiedy miasto śpi (Medan staden sover) (1950)
- Sędzia (Domaren) (1960)